# Lamborghini Engineering
Lamborghini Engineering war ein Tochterunternehmen des Automobilherstellers Lamborghini mit Sitz in Modena, das von 1989 bis 1993 Lamborghinis Formel-1-Engagement organisierte und durchführte. Lamborghini Engineering war im Wesentlichen als Motorenlieferant für bestehende Formel-1-Teams aktiv; daneben entwickelte das Unternehmen auch ein eigenes Chassis für die Formel 1, das nach einigen Schwierigkeiten in der Saison 1991 von einem selbständigen Team eingesetzt wurde.

## Lamborghini Engineering als Motorenhersteller

### Hintergrund
Die Initiative für den Formel-1-Einstieg Lamborghinis ging auf Lee Iacocca zurück, der in den 1980er-Jahren Präsident der Chrysler Corporation war. Chrysler war seinerzeit Miteigentümer Lamborghinis. Iacocca war der Ansicht, dass Lamborghini langfristig nur dann mit der Scuderia Ferrari konkurrieren könne, wenn man neben dem Bau von Straßensportwagen – ebenso wie Ferrari – erfolgreich internationalen Motorsport betreibe.
Für das Motorsportprojekt gründete Lamborghini 1988 mit Lamborghini Engineering ein in Modena ansässiges Tochterunternehmen. Zu dessen Leiter wurde der ehemalige Ferrari-Manager Daniele Audetto ernannt, und technischer Leiter wurde Mauro Forghieri, ein Ingenieur, der bereits in den 1970er-Jahren für die Scuderia Ferrari gearbeitet hatte. Forghieri hatte seinerzeit unter anderem den legendären Ferrari 312T entwickelt, mit dem Niki Lauda 1975 Formel-1-Weltmeister geworden war.

### Die Motoren

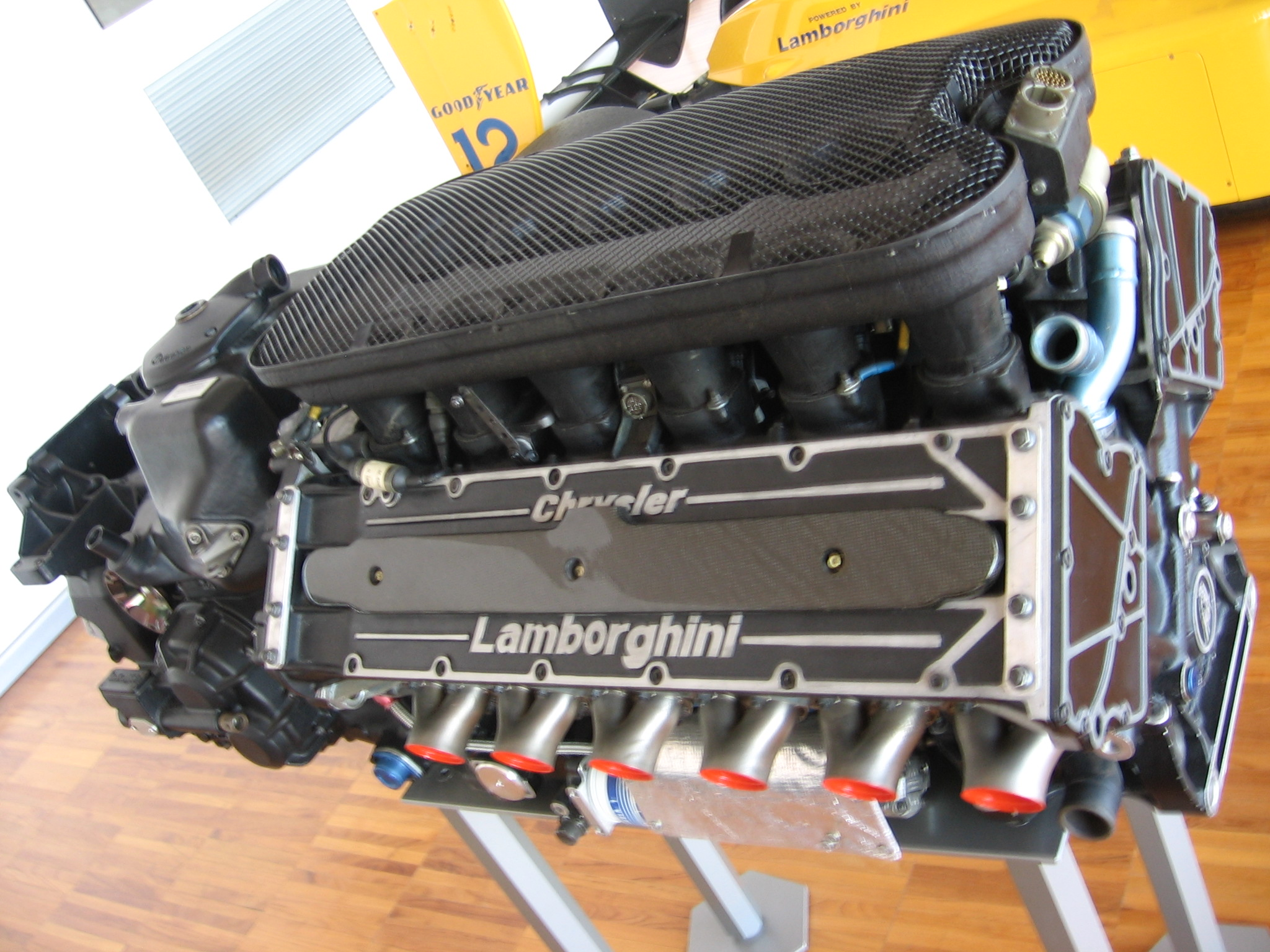
Der von Mauro Forghieri entwickelte Formel-1-Motor mit 3,5 Litern Hubraum

Im Laufe des Jahres 1988 entwickelte ein Team unter der Leitung von Mauro Forghieri einen Formel-1-Saugmotor mit zwölf Zylindern und einem Bankwinkel von 80 Grad. Der Motorblock bestand aus Leichtmetall. Das Triebwerk wies vier Hauptlager auf. Es hatte vier Ventile pro Zylinder, die Nockenwellen wurden von Zahnriemen angetrieben. Die Motorelektronik stammte anfänglich von Magneti Marelli. Nach dem ersten Praxiseinsatz stellte Forghieri allerdings auf eine Bosch-Elektronik um. Der Motor wurde in Anlehnung an die bei Ferrari übliche Nomenklatur Lamborghini 3512 genannt (3,5 Liter Hubraum, 12 Zylinder). Mitte September 1988 waren die ersten Triebwerke fertiggestellt, und kurz darauf begannen die Prüfstandversuche. Mehrere Zeitungsberichte geben eine Leistung von anfänglich etwa 610 bis 620 PS an. Dieses Niveau lag geringfügig über den Achtzylindern von Cosworth, erreichte aber die Leistungen der Top-Motoren von Honda, Ferrari oder Renault nicht. Im Laufe der folgenden Jahre stieg allerdings die Leistungsausbeute durch konsequente Entwicklungsarbeit kontinuierlich, sodass die Lamborghini-Motoren ab 1991 zu den stärksten Triebwerken des Feldes gehörten.
Der Lamborghini 3512 wurde von 1989 bis 1992 in diversen Entwicklungsstufen bei unterschiedlichen Formel-1-Teams eingesetzt.
Für die Saison 1993 präsentierte Lamborghini einen neuen Motor, der die Bezeichnung C101 erhielt. Die Grundkonzeption (12 Zylinder, 80 Grad Zylinderwinkel) blieb erhalten, abgesehen davon wurden aber eine Reihe von Modifikationen vorgenommen.

### Die Teams

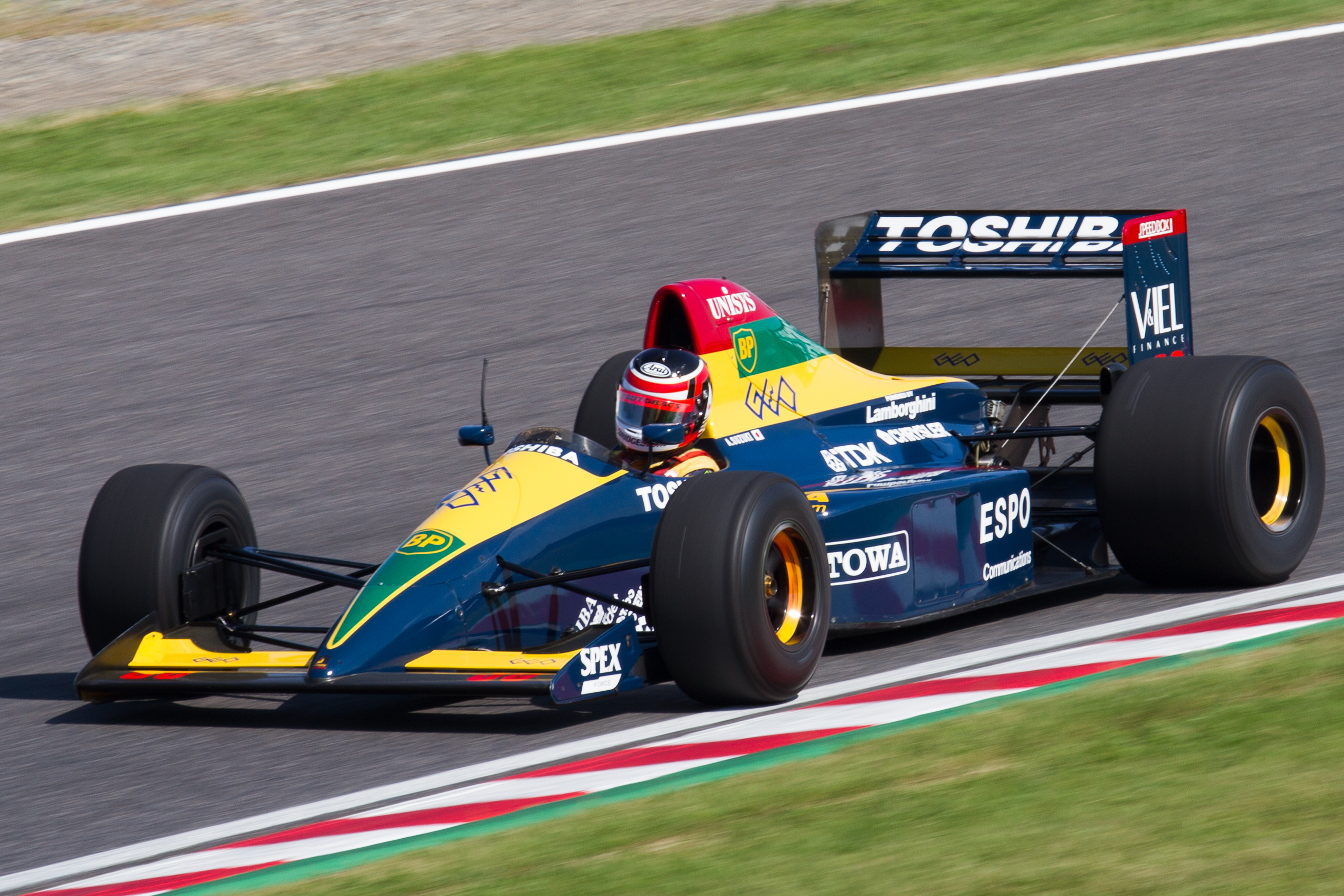
Lola LC90-Lamborghini des Larrousse-Teams (1990)

Von 1989 bis 1993 belieferte Lamborghini Engineering eine Reihe unterschiedlicher Teams mit den Zwölfzylindermotoren:
- 1989 erhielt der französische Rennstall Larrousse den 3512-Motor exklusiv. Dort wurde er im Lola LC88B und im Lola LC89 eingesetzt. Einziger Erfolg des Jahres war der sechste Platz des Fahrers Philippe Alliot beim Großen Preis von Spanien.
- 1990 wurde der 3512-Motor an Larrousse (für das Modell L90) und an das britische Team Lotus (für den 102) geliefert. Larrousse konnte die deutlich besseren Ergebnisse vorweisen und sich mit insgesamt elf Weltmeisterschaftspunkten auf dem sechsten Platz der Konstrukteurswertung platzieren (die Platzierung wurde dem Rennstall allerdings zu Beginn der Folgesaison wieder entzogen, da die bei Lola gebauten Fahrzeuge regelwidrig als eigene Konstruktionen gemeldet worden waren). Bestes Einzelergebnis war der 3. Platz von Aguri Suzuki bei Großen Preis von Japan. Lotus hingegen kam mit dem Motor wesentlich schlechter zurecht; Derek Warwick konnte lediglich drei Punkte erzielen.
- 1991 wurde das französische Team Ligier (Modell JS35 und JS 35B) sowie das eigene Modena Team mit dem 3512-Motor beliefert. Keines der beiden Teams konnte in diesem Jahr Punkte erzielen, wobei die Fahrer des neuen Modena-Teams zumeist bereits in der Vorqualifikation scheiterten.
- 1992 erhielten Minardi und Larrousse (das seinerzeit unter dem Namen Venturi-Larrousse antrat) den 3512-Motor. Bei Minardi wurde der Motor in den ersten vier Rennen der Saison in einem Vorjahres-Chassis des Typs M191 eingebaut, das 1991 für den Ferrari-Motor konzipiert worden war. Erst ab dem Großen Preis von San Marino stellte Minardi ein auf den Lamborghini-Motor zugeschnittenes Chassis (M192) fertig. Jedes der beiden Teams erzielte im Laufe der Saison lediglich einen einzigen Meisterschaftspunkt: Bertrand Gachot für Larrousse beim Großen Preis von Monaco, und Christian Fittipaldi für Minardi in Japan.
- 1993 erhielt Larrousse exklusiv den Motor C101. Wiederum blieben die Erfolge überschaubar: Philippe Alliot erreichte in San Marino Platz 5, sein Teamkollege Érik Comas in Monza Platz 6.
- Für das Jahr 1994 fand Lamborghini Engineering kein Kundenteam mehr. Im Laufe der Saison 1993 hatte es intensive Verhandlungen mit McLaren über einen Einsatz des Lamborghini-Motors in der Saison 1994 gegeben. Tatsächlich gerieten die Gespräche so weit, dass im Herbst 1993 erste Testfahrten durchgeführt wurden. Hierfür wurde ein McLaren MP4/8-Chassis umgebaut und mit einem C101-Zwölfzylinder ausgerüstet. Das weiß lackierte Auto wurde sowohl von Ayrton Senna als auch von Mika Häkkinen getestet und erreichte nach einschlägigen Presseberichten konkurrenzfähige Zeiten. Allerdings entschied sich McLaren-Teamchef Ron Dennis im Oktober 1993 kurzfristig für einen Bezug von Peugeot-Motoren, der bereits 1994 beginnen sollte und zunächst auf vier Jahre angelegt war. Mangels anderer Alternative schloss Chrysler daraufhin umgehend Lamborghini Engineering und zog sich aus dem Formel-1-Sport zurück. Die Beziehung zwischen McLaren und Peugeot war nur von kurzer Dauer. Bereits nach einem Jahr wurde die Verbindung gelöst. McLaren verbündete sich langfristig mit Mercedes-Benz, während Peugeot eine Allianz mit Jordan Grand Prix sowie später mit Prost einging und schließlich 2002 im Asiatech-Projekt mit Arrows bzw. Minardi aufgab.

Neben den Formel-1-Teams wurde der Lamborghini 3512 außerdem in der Sportwagen-Weltmeisterschaft 1991 vom österreichischen Team Konrad Motorsport im Gruppe-C-Fahrzeug Konrad KM-011 verbaut. Das Fahrzeug wurde bei drei Rennen mit Teamchef Frank Konrad und Stefan Johansson als Fahrerduo eingesetzt, fiel aber jeweils aus.

## Lamborghini Engineering als Chassishersteller und Betreiber eines Rennteams
Die Entwicklung eines eigenen Chassis durch Lamborghini Engineering geht auf das Jahr 1989 zurück. Im Laufe dieser Saison beauftragte der mexikanische Geschäftsmann Fernando Gonzales Luna Lamborghini Engineering damit, für ihn ein Chassis nach Formel-1-Regeln zu bauen. Dieses Chassis sollte – zusammen mit dem Motor 3512 – von einem Team mit der Bezeichnung GLAS (Gonzales Luna & Associados) in der Formel-1-Saison 1991 eingesetzt werden. Als Teamchef war der ehemalige italienische Journalist Leopoldo Canettoli im Gespräch. Mauro Forghieri entwickelte daraufhin im Winter 1989/90 zusammen mit dem zuletzt bei EuroBrun beschäftigten Ingenieur Marco Tolentino ein Chassis, das den Namen Lambo 290 erhielt. Es wurde am Donnerstag vor dem Großen Preis von Mexiko 1990 der Öffentlichkeit vorgestellt.
Nach der Präsentation verschwand Gonzales Luna, der Initiator des Projekts, aus der Öffentlichkeit. Weder Lamborghini Engineering noch Chrysler konnten Kontakt zu ihm herstellen, und die in Aussicht gestellte Vergütung der Entwicklungsarbeiten in Höhe von 20 Millionen US-Dollar (nach anderen Quellen: 40 Millionen US-Dollar) wurden ebenfalls nicht gezahlt.
Damit stand das Projekt vor dem Scheitern. Im Laufe des Sommers 1990 entschied sich Lamborghini Engineering, das Projekt in eigener Verantwortung fortzuführen und es in der Formel-1-Saison 1991 unter dem Namen Modena Team einzusetzen. Der Motorsport-Einsatz ließ sich letzten Endes realisieren. Ende 1990 unternahm der Belgier Eric van de Poele die ersten Testfahrten mit dem Wagen; später wurde er neben Nicola Larini auch Stammfahrer. Das Unternehmen blieb aber ohne zählbare Erfolge und fand nach nur einem Jahr ein schnelles Ende.